# 닉 심퍼
니콜라스 존 심퍼(영어: Nicholas John Simper, 1945년 11월 3일 ~ )는 딥 퍼플과 워호스의 공동 창립 멤버였던 영국의 베이시스트이다.

## 경력
심퍼는 1968년부터 1969년까지 세 장의 딥 퍼플 음반에서 베이스를 연주했다. 그는 1969년 중반에 오리지널 가수 로드 에번스와 함께 딥 퍼플에서 해고되었다. 밴드 에피소드 식스의 신인 가수 이언 길런이 에번스의 후임으로 물망에 올랐을 때, 밴드 동료 로저 글로버는 몇몇 리허설에서 베이스를 맡았고 딥 퍼플의 싱글 〈Hallelujah〉를 녹음했다. 리치 블랙모어는 심퍼와 논쟁하는 동안 인터뷰에도 출연했다.
그가 떠난 후, 그는 마샤 헌트와 잠시 일하다가 자신의 밴드인 워호스를 결성했고, 버티고에서 두 장의 음반을 녹음했다. 워호스는 원래 딥 퍼플의 투자자인 HEC 엔터프라이즈의 일부였던 론 하이어가 경영했다. 이 기간 동안 심퍼는 리치 블랙모어, 키스 문과 함께 로드 서치 라이브 음반에서 연주하기도 했다.
워호스에게는, 크게 팔린 음반의 돌파구는 일어나지 않았다. 워너 브라더스는 그들의 수석 A&R 대표 (데이브 디)가 그 밴드와 레이블 계약을 맺으려고 시도하면서 매우 강한 관심을 보였다. 워너 브라더스 지출에서 그들은 스튜디오로 들어가 헤비 메탈 키즈와 경쟁하는 두 개의 트랙을 녹음했다.
2010년, 심퍼와 나스티 해비츠는 오스트리아, 스위스, 헝가리, 폴란드에서 음반 제작 중에 "The Deep Purple Mark One Songbook"을 선보이며 더 많은 쇼를 연주했다. 부다페스트 쇼는 향후 개봉을 위해 녹음되었다.

## 음반 목록

### 딥 퍼플
- Shades of Deep Purple (1968년)
- The Book of Taliesyn (1968년)
- Deep Purple (1969년)